# Сумчаста райка Гюнтера
Сумчаста райка Гюнтера (Gastrotheca guentheri) — вид земноводних з роду Сумчаста райка родини Американські райки. Отримала назву на честь вченого Альберта Гюнтера.

## Опис
Загальна довжина досягає 8 см. Голова широка. Особливістю є наявність справжніх зубів на нижній щелепі. Вони повторно розвинулися протягом 200 млн років відсутності. Очні дуги підняті з невеличкими наростами. Тулуб звужується у задній частині. Кінцівки доволі тонкі. На передніх — 4 пальці з великими дисками-присосками, на задніх — 5 пальців з частково розвинені перетинки. Задні лапи довші за передні.
Забарвлення зеленувато-коричневе або зеленувато-оливкове з тоненькими темними смужечками. Чимось нагадує зів'яле листя.

## Спосіб життя
Полюбляє тропічні гірські ліси. Зустрічається на висоті від 1200 до 2010 м над рівнем моря. Активна вночі. Живиться різними комахами та їх личинками.
Самиця відкладає до 10—15 яєць у свою виводкову сумку, де розвиваються райки. У цієї амфібії відсутня стадія пуголовок.

## Розповсюдження
Мешкає у східній Колумбії та північному Еквадорі.